# Teatro Flaiano
Il teatro Flaiano è un teatro di Roma.

## Storia
Inaugurato nel novembre del 1928 con il nome Teatro dei Fanciulli dal Cavalier Gioacchino Flamini, presidente del circolo Savoia, fu gestito fin dal 1934 dalla moglie.  Gli spettacoli che vi vennero rappresentati avevano come titolo Cenerentola, Cappuccetto rosso, Il gatto con gli stivali, La principessa pastorella.
Nel 1944 cambiò nome diventando Teatro Arlecchino, ritrovo di artisti e intellettuali come Anna Magnani, Valentina Cortese, Luchino Visconti, Vittorio Caprioli, Gianrico Tedeschi, Bice Valori, Monica Vitti, Valeria Moriconi, Gianni Agus e Raffaele Pisu. Dopo un periodo di routine sarà Aldo Fabrizi a ridargli nuova vita e nuova veste.
Nel 1969 diventa Teatro Ennio Flaiano (in omaggio allo scrittore pescarese che qui ha rappresentato, insieme ad altri intellettuali dell'epoca, il suo "teatro tascabile"). Nel 1990 la gestione del teatro passa dal teatro di Roma a Teatro e Società nella persona di Pietro Mezzasoma che lo ristruttura completamente e lo gestisce fino al 1996 anno in cui verrà affidata la direzione artistica a Maurizio Costanzo, in questi anni si alterneranno artisti come Valeria Moriconi, Anna Proclemer, Glauco Mauri, Ottavia Piccolo, Paolo Poli, Piera Degli Esposti, Sandro Massimini, Maurizio Micheli, Lucia Poli, Giorgio Albertazzi, Franco Graziosi, Leopoldo Mastelloni.
Nel 1997, viene rilevato dalla Pro.s.i.t. di Gabriella Callea che ne affida la direzione artistica a Rossana Siclari. In questi anni, il teatro ha cercato di individuare una propria strada e fisionomia che si distinguesse, anche con le produzioni, adottando una serie di iniziative coraggiose e innovative come il progetto della Piccola lirica (grandi opere celebri ridotte a un'ora e mezza, rappresentate con cantanti, musica dal vivo, scene, costumi) ripagato dal grande consenso della critica e del pubblico. La gestione privata, anche se più problematica, permette una scelta oculata delle ospitalità, volta soprattutto ai debutti e a spettacoli non convenzionali, con un occhio di riguardo alla drammaturgia contemporanea che si rivolge con ironia ai grandi classici oppure a situazioni originali ed universali.
Tra quanti si sono esibiti nelle ultime stagioni, ricordiamo l'humour della Compagnia Donati-Olesen, le invenzioni di Stefano Benni con Lucia Poli, prodiga di ritratti caustici della letteratura femminile di ogni tempo, il via scaramantico di un musicista come Sergio Cammariere, la poesia di Yves Lebreton, la maschera tofanesca di Pino Strabioli, il divertimento puro del musical Nunsense della Compagnia della Rancia di Saverio Marconi, la grazia impagabile dell'attore Quince nei panni di Marlene Dietrich e lo stesso Ennio Flaiano interpretato da Roberto Antonelli nello spettacolo-omaggio Forse col tempo conoscendoci peggio, scritto da Gianna Volpi con Rosetta Flaiano, diretto da Rossana Siclari e premiato nel 2002 con un riconoscimento del Presidente della Repubblica, Carlo Azeglio Ciampi. Dalla stagione 2018/2019 a tutt'oggi, il direttore artistico è Antonello Avallone. Nuovo sito del Teatro: www.teatroflaiano.com
Il teatro ha sede in via di Santo Stefano del Cacco, 15.